# 을숙도
을숙도(乙淑島)는 부산광역시 사하구 하단1동에 소재한 낙동강의 하중도이다. 1978년 2월 15일에 김해군에서 부산으로 편입되었고, 1983년 12월 15일에 사하구가 신설되면서 강서구 대저2동에서 사하구 하단동으로 편입되었다.

## 시설
을숙도는 천연기념물 제179호인 낙동강 하류 철새 도래지가 걸쳐져 있기 때문에 보존을 위하여 전역이 철새공원으로 지정되어 있으며, 건물을 거의 세우지 않았다. 따라서, 을숙도의 시설은 모두 낙동남로 북쪽인 일웅도에 몰려 있다. 다만, 섬의 관리와 체험학습을 위해 2007년 6월 낙동강하구에코센터가 개관하였다.

## 같이 보기
- 부산광역시낙동강관리본부